# Erik Abrahamsson
Erik Adolf Efraim Abrahamsson (Södertälje, 28 gennaio 1898 – Södertälje, 19 maggio 1965) è stato un lunghista, hockeista su ghiaccio e giocatore di bandy svedese.

## Biografia
Nel 1914 Abrahamsson iniziò a giocare a bandy, uno sport nazionalmente diffuso nel nord Europa, nel Södertälje SK. Nel 1921 passò all'hockey su ghiaccio e giocò dapprima con i colori dell'AIK Ishockey e poi dell'IFK Stoccolma. Fu anche componente della nazionale di hockey su ghiaccio maschile della Svezia, con la quale vinse il titolo europeo al campionato europeo del 1921.
Nell'ambito dell'atletica leggera, fu tre volte campione nazionale svedese del salto in lungo tra il 1921 e il 1923 e nel 1920 prese parte ai Giochi olimpici di Anversa conquistando la medaglia di bronzo.
Nel 1925, insieme al fratello Carl Abrahamsson, convinse il consiglio della Södertälje SK ad inserire nella società anche una squadra di hockey su ghiaccio. La squadra è ancora oggi tra le più importanti della Svezia e nel 1985 vinse lo scudetto della Svenska hockeyligan. Lo stesso anno la squadra giocò per la prima volta la finale del campionato svedese e si aggiudicò il titolo di campione nazionale, con Abrahamsson nella squadra.

## Palmarès

### Atletica leggera
| Anno | Manifestazione  | Sede    | Evento         | Risultato | Prestazione | Note |
| ---- | --------------- | ------- | -------------- | --------- | ----------- | ---- |
| 1920 | Giochi olimpici | Anversa | Salto in lungo | Bronzo    | 7,080 m     |      |

### Hockey su ghiaccio

#### Club
- Campionato svedese: 1

 Södertälje SK: 1924-25

#### Nazionale
- Campionato europeo: 1

 Svezia: 1921

## Campionati nazionali
- 3 volte campione svedese di salto in lungo (1921, 1922, 1923)